# Alfred Shaughnessy
Alfred James Shaughnessy (* 19. Mai 1916 in London; † 2. November 2005 in Plymouth) war ein britischer Autor, Dramatiker und Filmschaffender.

## Leben
Alfred Shaughnessys Vater, ein Amerikaner mit irischen Wurzeln, fiel zwei Monate vor der Geburt des Sohnes im Ersten Weltkrieg. Sein Großvater Thomas Shaughnessy war ein in den USA geborener kanadischer Eisenbahnverwalter, der 1916 zum Baron Shaughnessy ernannt wurde, und seine Mutter war eine Cousine zweiten Grades von James K. Polk, dem 11. Präsidenten der Vereinigten Staaten. Seine ersten Jahre verbrachte er in Tennessee, und 1920 heiratete seine Mutter, Sarah Polk Bradford, den Sir Piers Legh, der damals Stallmeister des Prince of Wales wurde. 
Shaughnessy wuchs in Norfolk Square, Bayswater, und später im St James’s Palace auf. Er wurde in Oxford und Eton ausgebildet und begann zunächst eine militärische Karriere, stellte jedoch bald fest, dass dies eine Fehlentscheidung war. 
1939, als sein zweites Bühnenstück Fiddlesticks eben im Whitehall Theatre angelaufen war, brach der Zweite Weltkrieg aus und setzte seiner Schriftstellerkarriere ein vorläufiges Ende. Shaughnessy meldete sich zum Militär und nahm 1944 an der Invasion in der Normandie teil. Dies führte schließlich zu seiner Beschäftigung als Truppenunterhalter.
Nach England zurückgekehrt, arbeitete Shaughnessy für die Ealing Studios. Er schrieb insgesamt zwölf Filmmanuskripte, war an mehreren Fernsehserien beteiligt und verfasste auch mehrere Bühnenstücke und zwei Romane. In den 1960er Jahren entstanden im deutschen Sprachraum einige Fernsehspiele basierend auf seinen Werken, so z. B. Die Teekanne (1963, Regie: Otto Schenk) oder Nach der Entlassung (1967, Regie: Edwin Zbonek). Zu den bekanntesten Werken Shaughnessys gehört die Fernsehserie Das Haus am Eaton Place aus den 1970er Jahren, für die er als Chef-Drehbuchautor und Script Editor ein Drittel aller Drehbücher verantwortete. Ferner schrieb er autobiografische Werke und ein Erinnerungsbuch über seine Mutter.
Shaughnessy war von 1948 bis zu seinem Tod 2005 mit der Schauspielerin Jean Lodge verheiratet. Aus der Ehe gingen die beiden Söhne Charles Shaughnessy und David Shaughnessy hervor, die beide Schauspieler wurden.

## Filmografie (Auswahl)
Drehbuch
- 1947: Telescope (Fernsehfilm)
- 1951–1959: BBC Sunday-Night Theatre (Fernsehserie, 6 Episoden)
- 1953: Laxdale Hall
- 1953: Black on Magenta (Fernsehfilm)
- 1953: A Place of Execution (Fernsehserie, 6 Episoden)
- 1955: Room in the House
- 1956: High Terrace
- 1956: A Touch of the Sun
- 1956: The Hostage
- 1957: Light Fingers
- 1957: Ein Spatz in der Hand (Just My Luck)
- 1960: Follow That Horse!
- 1961: The Impersonator
- 1964: Die Teepuppe (Fernsehfilm)
- 1966: Simon Templar (The Saint, Fernsehserie, 1 Episode)
- 1966, 1972: Love Story (Fernsehserie, 2 Episoden)
- 1967: No Hiding Place (Fernsehserie, 1 Episode)
- 1967: The Informer (Fernsehserie, 3 Episoden)
- 1968: Sanctuary (Fernsehserie, 2 Episoden)
- 1969: Journey to the Unknown (Fernsehserie, 1 Episode)
- 1969–1973: Hadleigh (Fernsehserie, 3 Episoden)
- 1970: Manhunt (Fernsehserie, 1 Episode)
- 1970: Crescendo – Die Handschrift des Satans (Crescendo)
- 1971–1975: Das Haus am Eaton Place (Upstairs, Downstairs, Fernsehserie, 16 Episoden)
- 1972: Spyder′s Web (Fernsehserie, 2 Episoden)
- 1972: Im Rampenlicht des Bösen (The Flesh and Blood Show)
- 1973: Tiffany Jones
- 1976–1978: The Cedar Tree (Fernsehserie)
- 1979: Thomas and Sarah (Fernsehserie, 1 Episode)
- 1980: Old Herbaceous (Fernsehfilm)
- 1982: The Haunting of Cassie Palmer (Fernsehserie, 6 Episoden)
- 1983: The Fourth Arm (Fernsehserie, 1 Episode)
- 1983: By the Sword Divided (Fernsehserie, 2 Episoden)
- 1983, 1986: Shades of Darkness (Fernsehserie, 2 Episoden)
- 1984: Sherlock Holmes (The Adventures of Sherlock Holmes, Fernsehserie, 1 Episode)
- 1984–1985: The Irish R.M. (Fernsehserie, 4 Episoden)
- 1985: Storyboard (Fernsehserie, 1 Episode)
- 1988–1989: Der Doktor und das liebe Vieh (All Creatures Great & Small, Fernsehserie, 4 Episoden)
- 1993: Alleyn Mysteries (Fernsehserie, 1 Episode)

Filmproduzent
- 1953: Laxdale Hall
- 1954: The End of the Road
- 1955: Room in the House
- 1958: Heart of a Child

Filmregisseur
- 1957: Suspended Alibi
- 1957: Die Nächte der Würgerin (Cat Girl)
- 1958: Six-Five Special
- 1961: The Impersonator

## Theatrografie
Dramen
- 1951: Release
- 1955: Holiday for Simon
- 1962: Serenita
- 1965: The Heat of the Moment
- 1984: Double Cut

## Schriften
- Both Ends of the Candle. (Autobiografie) London, Owen, 1978.
- Dearest Enemy. (Roman) Padstow, Cornwell, Tabb House, 1991, ISBN 978-0-907-01881-0.
- Hugo. (Roman) Thorndike, Me Thorndike Press 1994, ISBN 978-0-786-20546-2.
- A Confession in Writing. (Biografie) Padstow, Tabb House, 1997, ISBN 978-1-873-95130-9.